# جسی دوارته
جسی دوارته (انگلیسی: Jessie Duarte; ۱۹ سپتامبر ۱۹۵۳ – ۱۷ ژوئیهٔ ۲۰۲۲) سیاستمدار اهل آفریقای جنوبی بود.